# Kalkmagerrasen Trebbin
Kalkmagerrasen Trebbin este o arie protejată (arie specială de conservare — SAC, sit de importanță comunitară — SCI) din Germania întinsă pe o suprafață de 11,47 ha, integral pe uscat.

## Localizare
Centrul sitului Kalkmagerrasen Trebbin este situat la coordonatele 52°13′58″N 13°15′31″E / 52.2328°N 13.2586°E.

## Înființare
Situl Kalkmagerrasen Trebbin a fost declarat sit de importanță comunitară în septembrie 2000.

## Biodiversitate
Situată în ecoregiunea continentală, aria protejată conține 2 habitate naturale: Pajiști calcaroase din nisipuri xerice, Pajiști cu Molinia pe soluri calcaroase, turboase sau argilos-nămoloase (Molinion caeruleae).
La baza desemnării sitului se află un număr nedeclarat de specii protejate.
Pe lângă speciile protejate, pe teritoriul sitului au mai fost identificate 19 specii de plante.